# Metropolitanski okruzi

Metropoltanski okruzi su vrsta lokalne samouprave u Engleskoj i poddioba je metropolitanskih grofovija. Stvorene 1974. Zakonom o lokalnoj samoupravi iz 1972. (Local Government Act 1972), metropolitanske općine su engleskim zakonom definirane kao metropolitanski okruzi. Međutim, svima su dodijeljene ili opetovano dodijeljene kraljevske povelje (Royal charter) kako bi dobili ili zadržali status općine (Borough), a u nekim slučajevima dodijeljen je i city status. Od ukidanja vijeća metropolitanskih grofovija Zakonom o lokalnoj samoupravi iz 1985. (Local Government Act 1985), metropolitanski okruzi zapravo su područja unitarne uprave. Međutim, metropolitanski okruzi velik dio svoje vlasti udružuju u zajedničke odbore i druge aranžmane koji pokrivaju cijele metropolitanske grofovije, poput city regija ili kombiniranih vlasti.

## Povijest
Izraz "metropolitanske općine" prvotno se koristio za administrativne podjele Grofovije London (County of London) između 1900. i 1965. godine. Bilo je 28 takvih metropolitanskih općina, koje je 1965. zamijenio novi sustav većih londonskih općina, kada je Grofovija London zamijenjena grofovijom Širi London.

## Trenutni metropolitanski okruzi
Sadašnji metropolitanski okruzi stvoreni su 1974. godine kao pododjela novih metropolitanskih grofovija, formiranih da pokriju šest najvećih urbanih područja u Engleskoj izvan Velikog Londona. Novi okruzi zamijenili su dotadašnji sustav grofovijskih općina, općinskih četvrti te urbanih i ruralnih okruga. U okruzima obično živi od 174 000 do 1,1 milijuna stanovnika.
Metropolitanski okruzi izvorno su bili dijelovi dvorazinske strukture (two-tier structure) lokalne uprave i dijelili su vlast s vijećem metropolitanskih grofovija (MCC - Metropolitan County Councils).
 
Razlika od nemetropolitanskih okruga bila je u podjeli vlasti između okružnih i grofovijskih vijeća. Metropolitanski okruzi bili su lokalne vlasti nadležne za obrazovanje, a bili su odgovorni i za socijalne službe i biblioteke, dok su u nemetropolitanskim grofovijama te službe bile odgovornost grofovijskih vijeća.
1986. godine sukladno Zakonu o lokalnoj upravi iz 1985. godine, ukinuta su vijeća metropolitanskih grofovija, a većina njihovih funkcija prenesena je na metropolitanske okruge, čineći ih u velikoj mjeri unitarnim upravama. Međutim, istodobno su neke funkcije ukinutih vijeća metropolitanskih grofovija preuzela zajednička tijela poput tijela za prijevoz putnika, te zajednička tijela za vatrogastvo, policiju i zbrinjavanje otpada. 

## Popis metropolitanskih okruga
U Engleskoj ima ukupno 36 metropolitanskih okruga:
| Metropolitanska grofovija | Metropolitanski okruzi                                                                    | Broj | Stanovništvo |
| ------------------------- | ----------------------------------------------------------------------------------------- | ---- | ------------ |
| Merseyside                | Liverpool, Knowsley, St Helens, Sefton, Wirral                                            | 5    | 1,365,000    |
| Širi Manchester           | Manchester, Bolton, Bury, Oldham, Rochdale, Salford, Stockport, Tameside, Trafford, Wigan | 10   | 2,573,200    |
| Južni Yorkshire           | Sheffield, Barnsley, Doncaster, Rotherham                                                 | 4    | 1,290,000    |
| Tyne & Wear               | Newcastle upon Tyne, Gateshead, South Tyneside, North Tyneside, Sunderland                | 5    | 1,299,000    |
| West Midlands             | Birmingham, Coventry, Dudley, Sandwell, Solihull, Walsall, Wolverhampton                  | 7    | 2,591,300    |
| Zapadni Yorkshire         | Leeds, Bradford, Calderdale, Kirklees, Wakefield                                          | 5    | 2,161,200    |